# عرق البلح (فلم)
عرق البلح هو فيلم مصري من بطولة الفنانة شريهان.

## أحداث الفيلم
تدور أحداث الفيلم في قرية صغيرة بالصعيد حيث يعيش الناس في فقر مدقع . يصل إلى القرية رجل غريب يدعو الناس إلى السفر للعمل بدول الخليج، فيسافر جميع الرجال فيما عدا الجد العاجز، وحفيده أحمد (محمد نجاتي) ومجموعه كبيرة من النساء، تنشأ بين (أحمد) ، وإحدى بنات القرية تدعى سلمى (شريهان) قصة حب، تطورت مع الوقت إلى علاقة جنسية، نتج عنها حمل (سلمى) طفلا في أحشائها، تعاني نساء القرية الحرمان، وتحمل إحداهن من أحد رجال قرية مجاورة، ويدفعها نساء قريتها إلى الانتحار، وعندما يرجع بعض رجال القرية ويعلمون بما حدث يقررون الانتقام من (أحمد) .

## الجوائز
الفيلم شارك في مهرجان أبو ظبي الدورة السابعة عام 2013.
الفيلم عرض في سينما أوديون عام 2014 ضمن مبادرة زاوية.
حصل على الجائزة الفضية في مهرجان قرطاج
نافس في المسابقة الرسمية لمهرجان السينما الفرانكفونية الدولي في نامور ببلجيكا عام 1999، وفاز بجائزتين لمخرجه وبطله محمد نجاتي.

## طاقم العمل

### بطولة
| - شريهان :سلمي بنت محمد \جميلة - عبله كامل - محمد نجاتي:احمد - منال عفيفي :شفا - فائزة عمسيب :ممثلة سودانية:الجدة | - حمدي احمد :الجد الاخرس - جمال إسماعيل:ابو سلمي - لبني محمود :ام سلمي - محمود عبد الله ضيف الشرف - سيف عبد الرحمن | - كمال سليمان - اريج إبراهيم - علاء الكمالي طفل - عادل دسوقي | - عادل عبد الله - هانم محمد سليمان - نصر سنوسي - مديحه السيد |

### فريق العمل
| - المخرج والمؤلف رضوان الكاشف - المنتج واصف فايز - المصور طارق التلمساني - مخرجان مساعدان محمد شعبان وهاني خليفة - المصور طارق التلمساني | - مونتاج رشيدة عبد السلام إنتاج مدينة السينما - مدير الإنتاج إميل عبد المسيح - ملابس أنسي أبو سيف - مكياج عزيزة إبراهيم | - موسيقي ياسر عبد الرحمن - جرافيكس شادي حسيب - تاريخ العرض \23يونيو 1999 - مدة الفيلم 110دقيقة |

## روابط خارجية
- مقالات تستعمل روابط فنية بلا صلة مع ويكي بيانات